# Seznam nemških organistov
Seznam nemških orglavcev.

## A
- Gregor Aichinger
- Elias Ammerbach

## B
- Johann Nicolaus Bach
- Johann Sebastian Bach
- Philipp Friedrich Böddecker
- Wolfgang Carl Briegel
- Nicolaus Bruhns
- Dieterich Buxtehude
- Georg Böhm

## D
- Hugo Distler

## E
- Johann Ernst Eberlin

## H
- Georg Friedrich Händel
- Johann Nikolaus Hanff
- Hans Leo Hassler
- Johann Wilhelm Hässler
- Adolf Friedrich Hesse
- Hans Uwe Hielscher

## K
- Georg Friedrich Kaufmann
- Johann Christian Kittel
- Leonhard Kleber

## L
- Vincent Lübeck

## N
- Johann Friedrich Naue

## P
- Johann Pachelbel
- Jacob Praetorius
- Michael Praetorius

## R
- Günther Ramin
- Johann Adam Reincken
- Julius Reubke
- Josef Rheinberger
- August Gottfried Ritter

## S
- Heinrich Scheidemann
- Samuel Scheidt
- Arnolt Schlick
- Melchior Schildt
- Friedrich Schneider
- Heinrich Schütz
- Johann Ulrich Steigleder
- Albert Schweitzer

## T
- Daniel Gottlob Türk

## V
- Georg Joseph Vogler

## W
- Helmut Walcha
- Johann Gottfried Walther
- Georg Caspar Wecker
- Andreas Werckmeister

## Z
- Gerd Zacher